# Sulh
Sulh (arabisch صلح, DMG ṣulḥ ‚Frieden, Friedensschluss; Aussöhnung‘) ist einer der islamischen Rechtsbegriffe für Frieden im Sinne von Kriegsende und Waffenstillstand. 
Sulh hatte früher eine andere Bedeutung als das religiöse Salām. Ursprünglich war ṣulḥa bei den Beduinen die Beilegung einer Stammesfehde und ein entsprechend wichtiges Konzept. Im osmanischen Sprachgebrauch bezeichnete sulh den Friedensschluss zwischen Nationen. Selbst heute noch werden Friedensverträge so genannt, z. B. Sulh Versailles.
Während Sulh ursprünglich das Gegenteil von Krieg (harb; vgl. Dār al-Harb) bedeutete, wurde der Begriff später auf den Übergang vom Krieg zum Frieden oder der Wiederherstellung des Friedens eingegrenzt. Der dauerhafte Friede wird heute durch Salam bezeichnet.